# Annekatrin Thiele
Annekatrin Thiele, nemška veslačica, * 18. oktober 1984, Sangerhausen.
Thielejeva je za Nemčijo nastopila na olimpijadi v Pekingu, kjer je leta 2008 osvojila srebrno medaljo v dvojnem dvojcu ter na igrah v Londonu, kjer je leta 2012 v dvojnem četvercu prav tako osvojila srebro. Leta 2013 je na svetovnem prvenstvu v Južni Koreji v dvojnem četvercu osvojila zlato medaljo.